# Lago di Mignano
Il lago di Mignano è un lago artificiale italiano situato tra i comuni di Morfasso e Vernasca, in provincia di Piacenza, lungo il corso del torrente Arda, originato dalla costruzione a scopo idroelettrico dell'omonima diga.

## Geografia

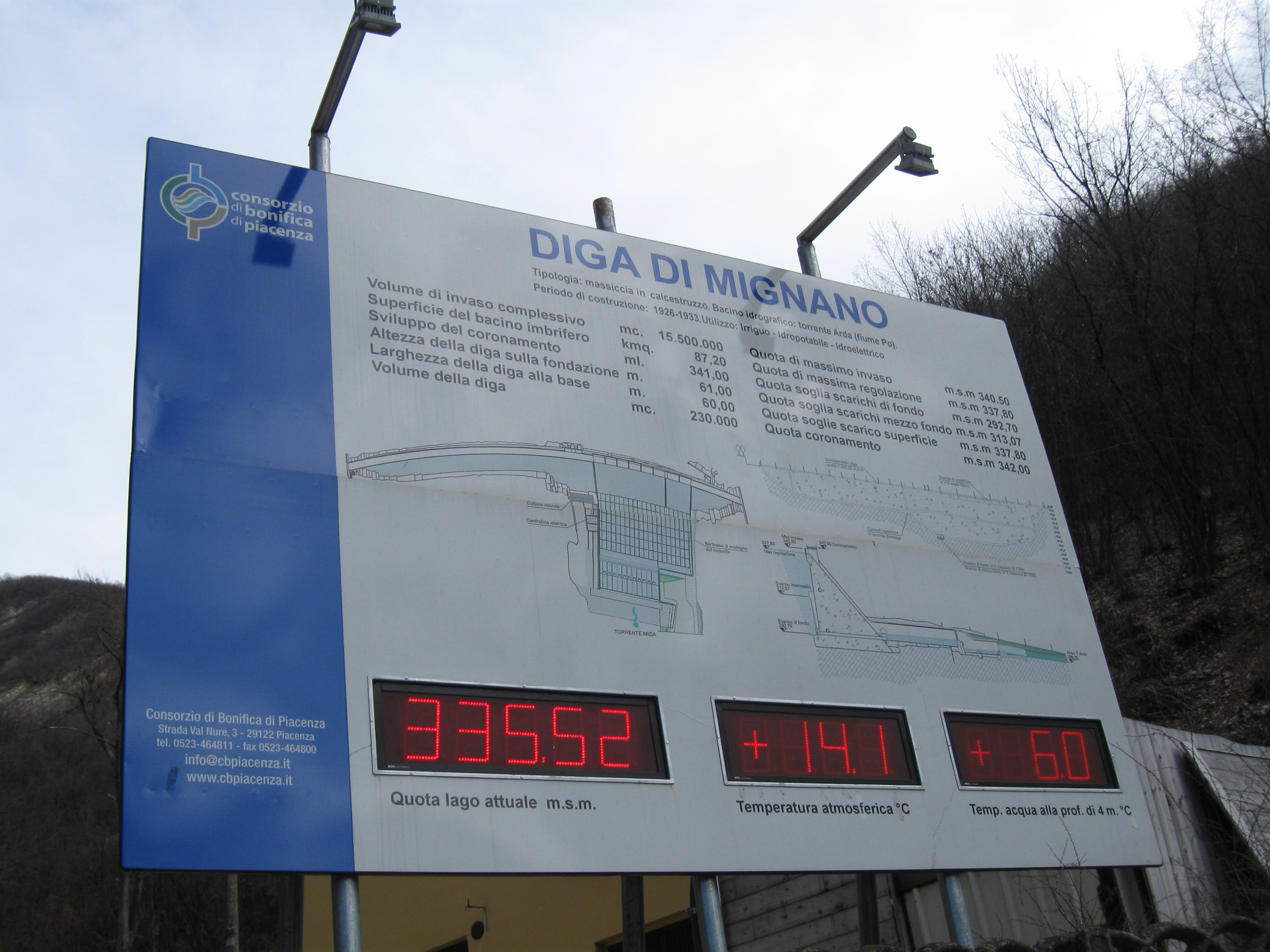
Pannello informativo posto nei pressi della diga

Il lago, posto ad una quota di 341 m s.l.m. è lungo poco meno di 3 km, per una superficie di 810000 m². La capacità originaria del lago era di 15,15 milioni di metri cubi, poi ridotta a seguito di alcune prescrizioni di sicurezza a partire dal 1969. A seguito dei lavori effettuati sull'invaso dal 1996, la capacità del lago si è attestata ad 11,8 milioni di metri cubi.
La profondità media del lago è di 16,05 m, mentre quella massima si attesta a 45,3 m. Il bacino idrografico sotteso al lago si estende per 87,2 km², pari al 40% dell'intero bacino del torrente Arda e all'80% della porzione montana del bacino.

## Storia
Le prime proposte relative allo sfruttamento delle acque del torrente Arda vennero avanzate alla fine degli anni '80 del XIX secolo, tuttavia, i primi atti pratici propedeutici alla realizzazione di una diga avvennero solo tra il 1918 e il 1919: Il 9 novembre 1918 fu fondato il Comitato dei Promotori della costruzione del serbatoio di Val d’Arda, alla cui costituzione partecipò, tra gli altri, il senatore Vittorio Cipelli. L'anno successivo venne poi costituito il Consorzio Irriguo di Val d’Arda, posto sotto la guida dell'agronomo di Fiorenzuola d'Arda Pasquale Verani, che aveva già partecipato al precedente comitato, e alla cui fondazione parteciparono diversi proprietari terrieri della val d'Arda. Il consorzio venne creato in previsione della costruzione di una serie di infrastrutture, delle quali la diga era sarebbe stata la principale, a favore della gestione ai fini irrigui delle acque provenienti dall'Arda a favore degli appezzamenti agricoli della bassa, i quali soffrivano le estati particolarmente siccitose a causa dell'inadeguatezza delle infrastrutture dedicate alla loro irrigazione.

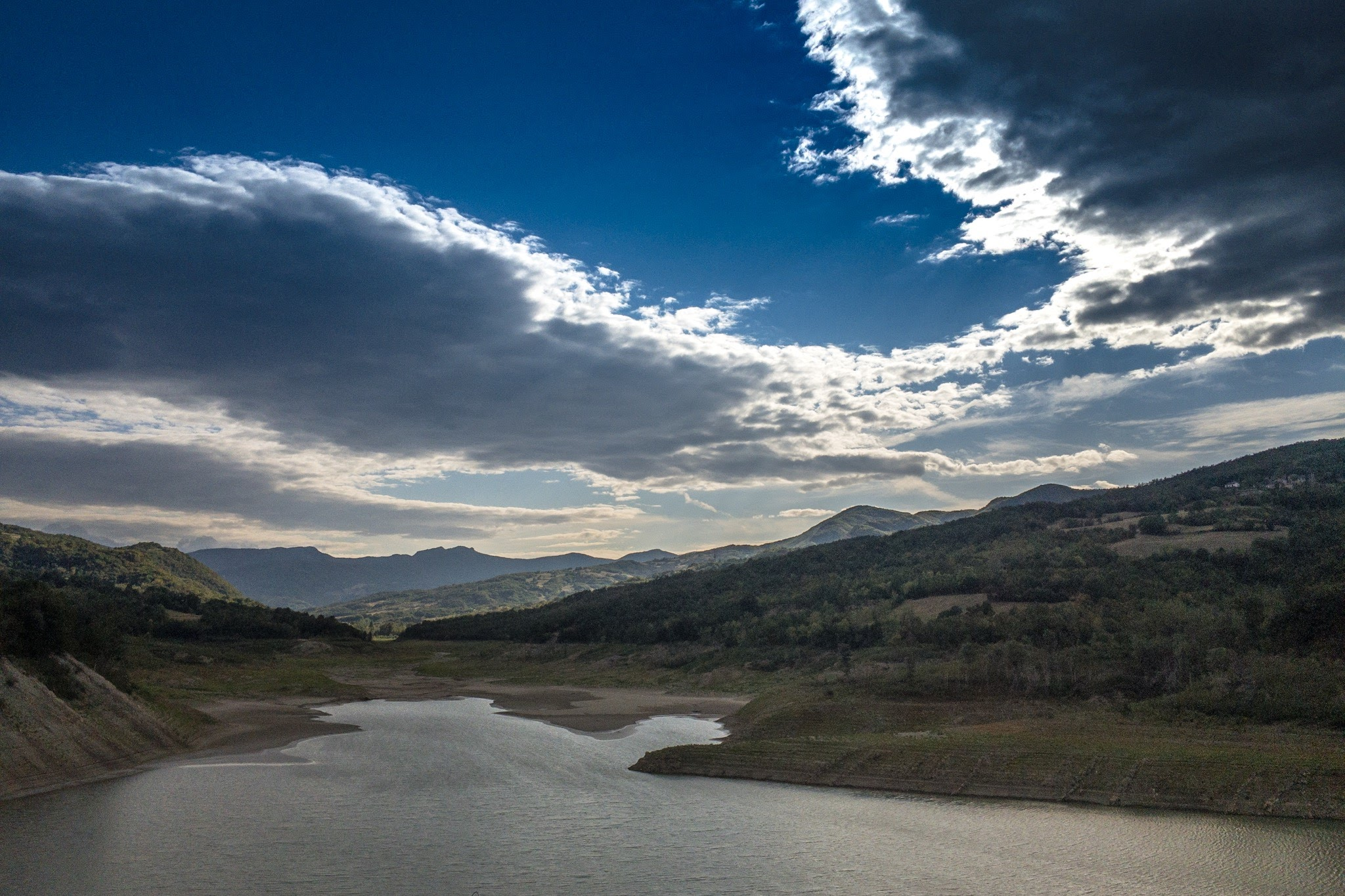
Il bacino in secca nell'estate del 2017

Il 31 ottobre 1919 fu stipulata la concessione, valida per i successivi 70 anni, sull'utilizzo ai fini irrigui e idroelettrici delle acque dell'Arda. In seguito il consiglio del consorzio conferì all'ingegnere Augusto Ballerio la progettazione di una diga e di tutte le strutture necessarie al suo utilizzo; i costi preventivati per la realizzazione dell'opera, circa 100 milioni di lire, furono coperti con una serie di prestiti garantiti dalle proprietà dei membri fondatori del consorzio. Nel marzo 1926 i lavori per l'edificazione della diga vennero assegnati all'impresa guidata dall'ingegner Vincenzo Lodigiani.
La diga, a gravità massiccia del tipo triangolare Castigliano, fu realizzata in calcestruzzo con blocchi arcuati caratterizzati da archi di cerchio del raggio di 500 m annegati. L'altezza dell'opera dal fondo era di 64 m, l'altezza dall'alveo 54 m e lo spessore in fondazione 55 m. Il coronamento era lungo 340 m e largo 6 m.

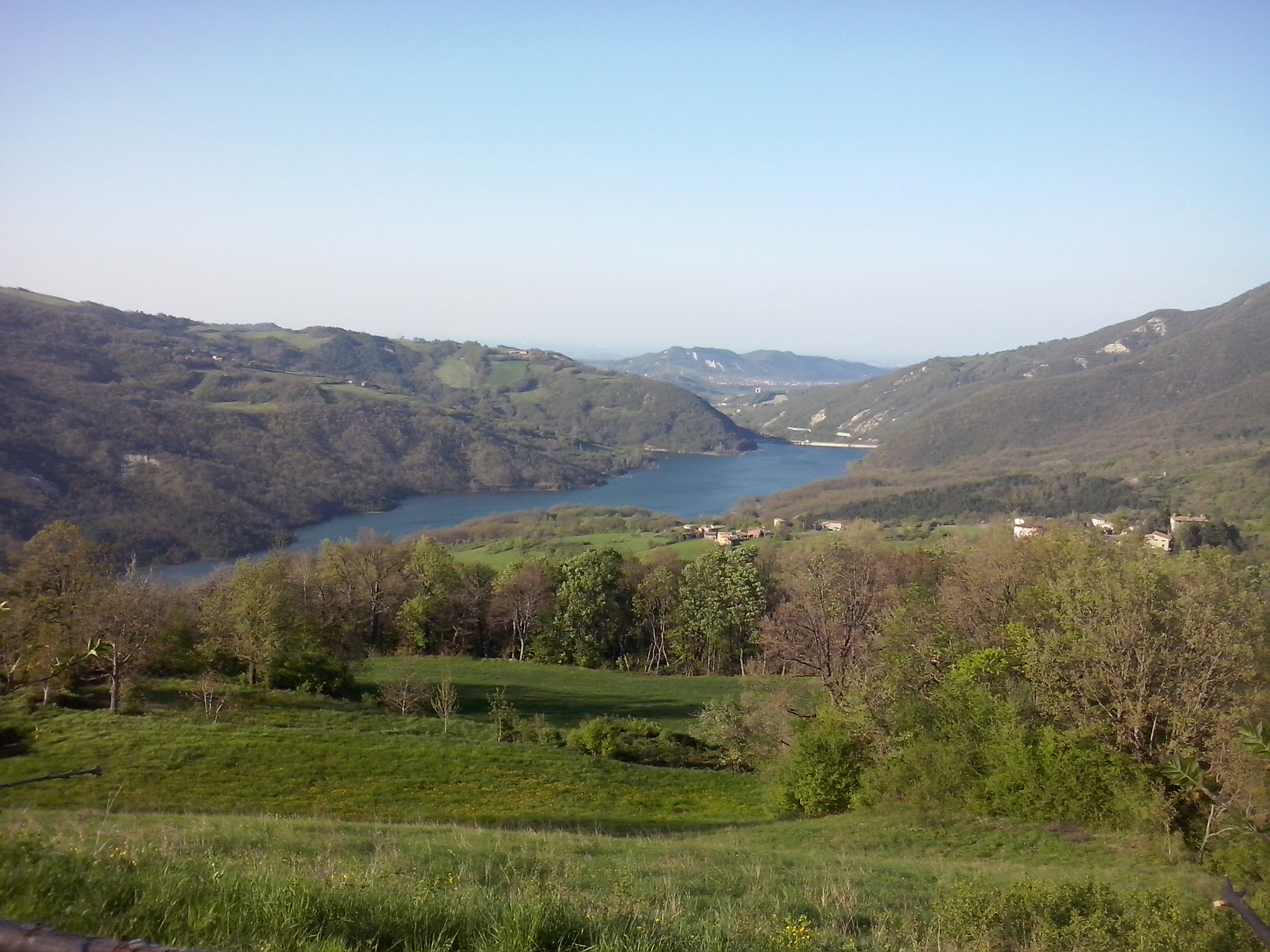
Il lago visto da Vezzolacca

La diga fu inaugurata il 24 maggio 1934 alla presenza del senatore Arrigo Serpieri, sottosegretario all'agricoltura, che fu spettatore dell'apertura delle paratoie, e del vescovo di Piacenza Ersilio Menzani che impartì una benedizione al manufatto.
In seguito al completamento della diga, il consorzio procedette alla realizzazione di una rete di canali per la distribuzione delle acque raccolte, con un'estensione che crebbe fino a raggiungere quasi 400 km.
Alla fine degli anni cinquanta la Saice, società proprietaria di un cementificio nel comune di Vernasca, ottenne la concessione per lo sfruttamento della diga per la produzione di energia idroelettrica; fu così costruita una piccola centrale che permetteva una produzione annua di energia in quantità compresa tra i 2,4 e i 5 GWh.
Nel 1969 la capienza originaria del lago fu diminuita del 10% a seguito della prescrizione del genio civile di Piacenza di mantenere un franco piena di 2 m rispetto alla quota massima del bacino.
A partire dal 1996 la diga fu sottoposta a una serie di interventi, divisi in due fasi, che hanno permesso di aumentare la capacità del lago da 10,25 a 11,8 milioni di metri cubi a partire dal 2018, alla conclusione del collaudo delle modifiche. In contemporanea con i lavori, la produzione di energia elettrica cessò; nel 2010 furono poi costruiti nuovi locali per ospitare i macchinari per la produzione elettrica, senza che però essi entrassero in funzione negli anni seguenti.